# Gustav Johansson
Gustav Johansson (født 2. maj 1999 i Falkenberg) er en svensk professionel cyklist med speciale i banecykling.
Johansson har også konkurreret i landevejscykling, og tog en niendeplads i de svenske mesterskaber i Uppsala 2020.
Gustav Johansson bor på Mallorca og skal i 2022 konkurrere for Team Ormsalva-Bianchi.
- Gustav Johansson ved EM i München 2022.